# Essilor
Essilor International d.d. (Euronext:EI) francuska je tvrtka koja proizvodi oftalmološke leće i ostalu oftalmološku opremu. Smještena je u Paris, Francuska, i uvrštena je na Euronext Paris burzi dionica. Kao jedna od 40 najvećih kompanija smještenih u Parizu dio je CAC 40 burzovnog indexa.
Essilor je odgovoran za nastajanje Varilux-a, prve progresivne leće na svijetu koja korigira presbiopiju i dozvoljava jasan vid na blizu, na srednje udaljenosti i na daleko. Tvrtka je nastala spajanjem oftalmoloških tvrtki Essel i Silor 1972. godine. Danas Essilor djeluje u preko 100 zemalja svijeta na 5 kontinenata. Aktivnosti tvrtke su uvelike fokusirane na istraživanje i razvoj. Essilor je najveći svjetski proizvođač oftalmoloških leća, dominantan na tržištima svih kontinenata i četvrta po veličini europska tvrtka koja se bavi medicinskom opremom.

## Povijest[2]

### 1949-1972: Essel i Sillor
Essel je osnovan 1849. (tzv. L’Association Fraternelle des Ouvriers Lunetiers) kao mali lanac optičarskih radnji u Parizu. Tijekom 19. i početkom 20. stoljeća brzo se širi kroz akviziciju nekoliko tvornica u susjednom Parizu i istočnoj Francuskoj. Ubrzo Essel proširuje djelatnost na dizajn i trgovinu okvira. 1955. tvrtka je uspješno lansirala novi, inovativni dizajn okvira nazvan Nylor koji se koristi do danas. Nylor sistem predstavlja tanki komad sintetičke tkanine koja obuhvaća leću i fiksirana je na gornji dio okvira. Essilorov najveći izum dolazi 1959. s revolucionarnim otkrićem Varilux-a, prve oftalmološke progresivne leće.
Silor s radom počinje pod imenon Lissac 1931. godine kao maloprodaja oftalmoloških leća i okvira prije nego što je postao i proizvođač leća. 1959., iste godine kada je Essel izumio progresivne leće, Lissac i sam dolazi do važnog otkrića: Orma 1000 leće, napravljene iz laganog i neslomljivog materijala.

### 1972-1979: Početak Essilora
Nakon mnogo godina rivalstva, Essel i Silor spojili su se 1. Siječnja 1972. i oformili Essilor, tada treću najveću oftalmološko-optičku tvrtku na svijetu.
Essilorova prva godina postojanja obilježena je s dva važna događaja: nastajanjem Valoptec-a, netrgovinske tvrtke sastavljene od dioničara managera koji su bili vlasnici pola tvrtkinih dionica, i kupnjom Benoist-Bethiot-a, francuskog vodećeg proizvođača specijaliziranog za izradu progresivnih leća.
U srednjim 70-im, Essilor se fokusira u nastojanju da postane ozbiljna optička grupa specijalizirana za plastične progresivne leće. Mnoge podjelatnosti su isprva rasprodane ali 1974. Essilor spaja Benoist-Bethiot s Guilbert-Routit-om, tvoreći podružnicu nazvanu BBGR. 1975. tvrka se upisuje na burzu dionica. Inovacije Essel-a i Sillor-a, Essilorovih predhodnika, dovode do lansiranja Varilux Orme 1976. godine.
Kasne 70-te su obilježene promjenom Essilorove strategije što se tiče zemljopisnog širenja. Akvizicijama proizvodnih pogona u SAD-u, Irskoj i Filipinima, Essilor počinje svoju transformaciju iz pretežno izvozne tvrtke u internacionalnu kompaniju.

### 1980-1989: Međunarodni razvoj
1980-tih počinje intenzivno tržišno natjecanje. Da bi smanjio troškove i poboljšao uslugu, tokom četiri godine Essilor kupuje četiri nove tvornice: u Meksiku, Puerto Ricu, Brazilu i Tajlandu. U Francuskoj, novi instrumenti olakšavaju automatizaciju proizvodnog procesa. Mnogo je distributora kupljeno ili preuzeto u Europi (Norveška, Portugal) i u Aziji (Burma, Indonezija, Japan, Malezija, Singapur, Tajvan i Vijetnam).
U SAD-u sve podružnice su ujedinjene pod okrilje Essilor Amerika. Ova globalna mreža omogućila je u SAD-u i Engleskoj lansiranje nove Varilux leće pod nazivom VMD. Do kraja 80-tih, Essilor je postao vodeći u svijetu u oftalmološko-optičkim proizvodima.

### 1990-1999: Partnerstva i Varilux Comfort
Da bi zadržao poziciju vodećeg u svijetu, Essilor postepeno povlači svoje djelatnosti što se tiče okvira, koncentrirajući se na korektivne leće. Koristeći strategiju dodane vrijednosti, tvrtka lansira Crizal doradu, nudeći leće otporne na ogrebotine, blještanje i prljavštinu. Essilor također oformljuje partnerstvo s PPG-om, Američkom tvrtkom, da bi ponudio Transitions fotoosjetljive leće, tehnologiju koja omogućuje leći da potamni, odnosno posvijetli, ovisno o intenzitetu danjeg svjetla. Kroz akviziciju Gentex-a, Essilor je stekao mogućnost lansiranja Airwear polikarbonatne leće, napravljene od laganog i neslomljivog materijala. I na kraju, lansirana je četvrta generacija Varilux-a pod imenom Varilux Comfort a koja je do danas naprodavanija progresivna leća na svijetu.

### 2000 – sadašnjost
Početak 21. stoljeća za Essilor je obilježen tehnološkim napretkom, lansiranjem Varilux Physia, leće čije karakteristike potječu od “Twin RX” tehnologije koja kombinira “Wavefront management system” za izračun optike leće, zajedno s visoko preciznom tehnologijom izrade nazvanom digitalna obrada površine. Na kraju, u 2005. Essilor ulazi u Francuski CAC 40 burzovni index.

## Istraživanja i razvoj[3]
Essilorov tim za istraživanje i razvoj broji oko 500 istraživača u četiri glavna centra locirana u Francuskoj, Japanu, Singapuru i SAD-u.
U prosjeku Essilorov R&D tim tokom godine razvije stotinjak patenata, šireći bazu od oko 2600 zaštićenih patenata.
Essilor je također tokom godina uspostavio međunarodnu mrežu partnera, posebice sveučilišta, industrijskih grupa i srednje velikih poduzeća, kao što su PPG Industries (tvorci Transitions-a) i Nikon.

### Metoda dioptrijske petlje
S lansiranjem Varilux Comforta 1993. Essilor je razvio Metodu dioptrijske petlje, omogućivši na taj način mjerenje ugodnosti nošenja naočala. Ona uključuje ponavljanje sve dok se ne postignu zadovoljavajući rezultati za nosioca. Sastoji se od pet koraka:
Prikupljanje fizioloških osobina nosioca
Optički dizajn
Izrada prototipa leća
Kontrolno mjerenje
Klinički testovi

### Virtualna stvarnost[5]
Essilorov odjel za istraživanje posebno se koncentrira na usporedni razvoj dvije komplementarne discipline: optiku i fiziologiju, s posebnim naglaskom na virtualnu stvarnost. Kao simulator s kojim je moguća percepcija i interakcija u 3D okruženju, virtualna stvarnost otvara ogromno područje za istraživanje na polju oftalmološke optike i omogućuje nam da predvidimo dizajn novih leća visokih performansi.
Danas istraživači koriste sustave virtualne stvarnosti opremljene modelima i algoritmima razvijenim u Essiloru za istraživanje novih optičkih rješenja koji se mogu testirati direktno na nosiocima. Ovaj simulator omogućuje nam da mijenjamo optičke karakteristike testnih leća, proučimo optičke efekte i neposredno izmjerimo ugodnost nošenja. Da bi to postigli, magnetski senzor brzinom od 120 puta u sekundi bilježi pokrete glave i točne slike koje oko subjekta vidi. Nakon testiranja, rezultati se koriste za fino podešavanje karakteristika testiranih leća.
2008. koristeći Essilorov sustav virtualne stvarnosti, dizajniran je Varilux Ipseo New Edition.

## Upravni odbor
Na dan 1. Rujna 2008., tvrtkin upravni odbor sačinjen je od: predsjednik i glavni izvršni direktor Xavier Fontanet, njegovi potpresjednici Phillip Alfroid i Hubert Sagnières; nezavisni direktori Alain Aspect, Michel Besson, Jean Burelle, Yves Chevillotte, Bridget Cosgrave, Philippe Germond, Maurice Marchand-Tonel, Olivier Pécoux and Michel Rose; i direktori predstavnici unutrašnjih dioničara Aïcha Mokdahi, Alain Thomas and Serge Zins.

### Izvršni odbor[7]
Na dan 1. Rujna 2008.:
- Xavier Fontanet – Predsjednik upravnog odbora glavni izvršni direktor
- Philippe Alfroid – Glavni operativni direktor
- Hubert Sagnières - Glavni operativni direktor
- Thomas Bayer - Predsjednik, Južna Amerika
- Claude Brignon – Predsjednik, globalne operacije
- Jean Carrier-Guillomet - Predsjednik, Essilor Amerika
- Patrick Cherrier - Predsjednik, Azijska regija
- Didier Lambert - Korporativni stariji potpredsjednik, Informacijski sustavi
- Patrick Poncin - Korporativni stariji potpredsjednik, Globalni sustavi
- Thierry Robin – Stariji potpredsjednik, Centralna Europa
- Bertrand Roy - Predsjednik, Europska regija
- Paul du Saillant - Predsjednik, Korporativna strategija
- Jean-Luch Schuppiser - Predsjednik, Istraživanje i razvoj
- Eric Thoreux - Predsjednik, Marketinška strategija
- Laurent Vacherot – Glavni financijski direktor
- Henri Vidal - Predsjednik, Kadrovska služba
- Carol Xueref - Predsjednik, Pravna služba i razvoj

### Prodaja
Bazirano na godišnjem izvještaju iz 2008., 95% prihoda u Essiloru dolazi od prodaje oftalmoloških leća a 5% od ostalih aktivnosti kao što je prodaja opreme.
46.2% prodaje je bazirano u Europi, 42.3% u Americi i ostatak od 11.5% u Aziji.
| Godina | 2004  | 2005  | 2006  | 2007    | 2008    |
| ------ | ----- | ----- | ----- | ------- | ------- |
| Prihod | 2 203 | 2 424 | 2 690 | 2 908.1 | 3 074.4 |
| Dobit  | 244   | 287   | 328   | 366.7   | 382.4   |

## Vanjske poveznice
- Službena stranica